# Relações entre Canadá e Irã

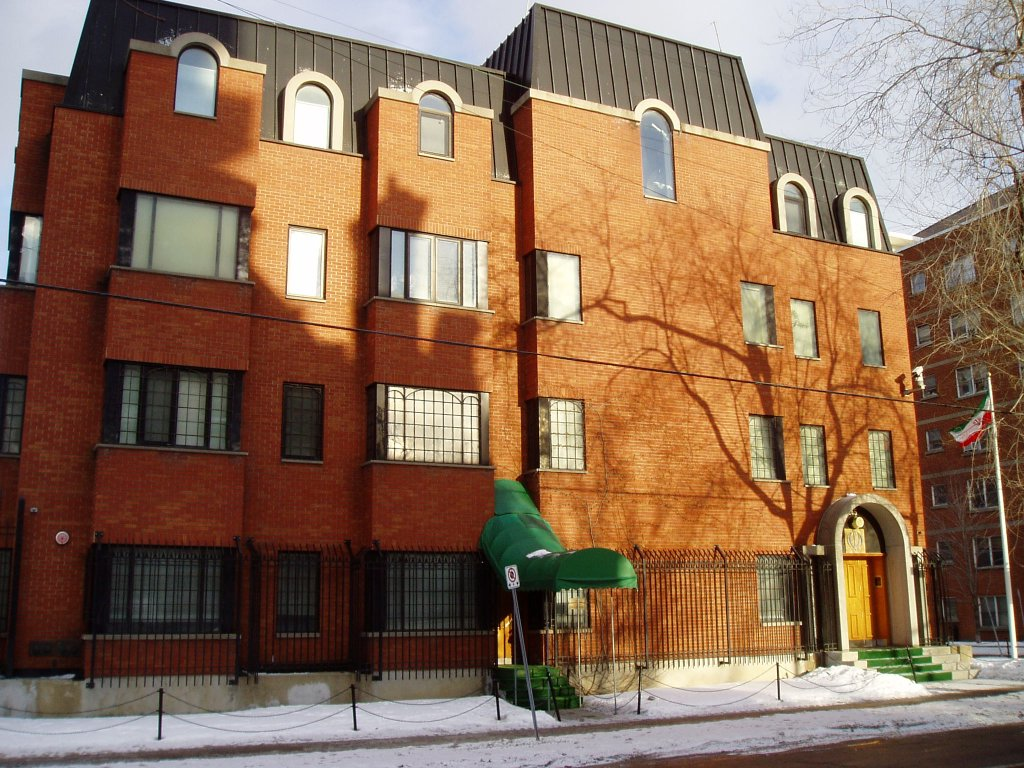
Antiga embaixada iraniana em Ottawa

O Canadá e o Irã não mantêm relações diplomáticas formais desde 2012. Serviços consulares e passaportes canadenses são fornecidos por meio de outras missões diplomáticas canadenses em outros países no Oriente Médio, enquanto o Irã mantém uma seção de interesses na Embaixada do Paquistão em Washington, D.C. O governo liderado pelo primeiro-ministro Justin Trudeau, que tomou posse em 2015, tem buscado revisar as relações com o Irã e, como a maioria dos países, suspendendo a maior parte de suas sanções econômicas após o acordo nuclear do Irã em julho de 2015.

## História

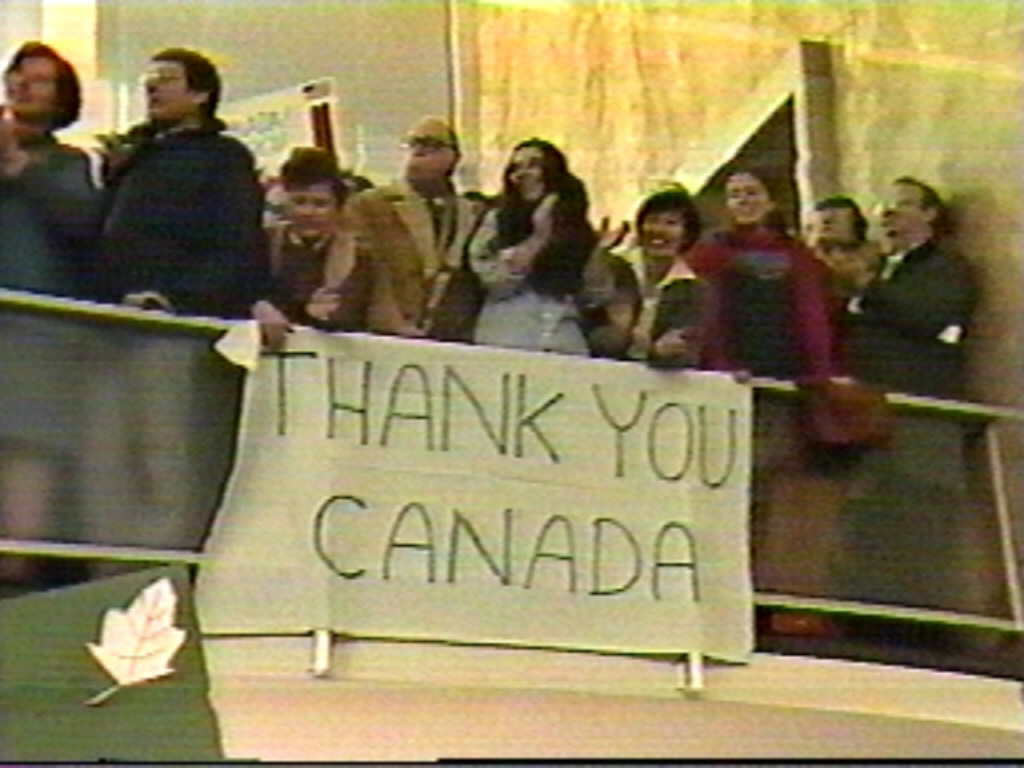
Os americanos demonstram sua gratidão pelos esforços canadenses durante o Canadian Caper, uma missão de resgate de diplomatas americanos durante a crise dos reféns no Irã de novembro de 1979 a janeiro de 1981.

Antes de 1955, os Assuntos Consulares e Comerciais do Canadá no Irã eram tratados pela Embaixada Britânica. As relações externas e os laços diplomáticos entre o Canadá e o Irã começaram com a fundação de uma missão iraniana em Ottawa, em 1956, e uma missão canadense em Teerã, em 1959. A missão canadense recebeu o status de embaixada em 1961.
O evento mais significativo ocorreu durante a revolução iraniana de 1979, quando a embaixada do Canadá escondeu seis diplomatas americanos após a violenta ocupação da embaixada dos EUA. O governo canadense desempenhou um papel fundamental na organização da saída desses diplomatas sem ser detectada pelas autoridades. Em janeiro de 1980, os americanos foram contrabandeados secretamente para fora do Irã usando passaportes canadenses. Paralelamente, todos os diplomatas canadenses saíram para evitar retaliações do regime iraniano.

### Ruptura das relações sob o regime de Khomeini
As relações formais entre as duas nações continuaram ininterruptas entre 1955 e 1980. Quando a Revolução Iraniana liderada pelo Aiatolá Ruhollah Khomeini expulsou o Xá do país em 1979, a Embaixada do Canadá lutou para evacuar os 850 trabalhadores canadenses no Irã enquanto os funcionários da embaixada permaneciam. Seis diplomatas americanos se refugiaram na embaixada do Canadá depois que manifestantes estudantis iranianos invadiram a embaixada dos EUA, e o governo canadense, em coordenação com a Agência Central de Inteligência, os evacuou com segurança do país usando passaportes canadenses com vistos iranianos forjados. Esse resgate secreto ficou conhecido como o "Canadian Caper" e, embora tenha melhorado as relações do Canadá com os Estados Unidos, as relações Canadá-Irã se tornaram mais voláteis. Os funcionários da embaixada foram rapidamente evacuados por medo de vingança contra os canadenses, e a embaixada foi fechada em 1980.

### Reinício das relações diplomáticas sob Khamenei
De 1980 a 1988, o Canadá e o Irã não tinham laços diplomáticos normais, embora as relações não tenham sido formalmente cortadas. O governo canadense relutou em reabrir uma embaixada, tanto por causa da história, quanto no histórico do governo iraniano de sequestro e tortura de diplomatas. Em 1988, sob a presidência de Ali Khamenei, os dois governos concordaram em retomar as relações diplomáticas em um nível baixo, e a embaixada do Canadá em Teerã foi reaberta.
Devido a relações difíceis após a Revolução Iraniana, o Irã não estabeleceu uma embaixada no Canadá até 1991. Sua equipe, que morava em um prédio na Avenida Roosevelt, no extremo oeste de Ottawa, mudou-se para a Rua Metcalfe 245, no bairro de Centretown, também em Ottawa, e a missão recebeu status de embaixada. Em Teerã, a Embaixada do Canadá estava localizada na Rua Shahid Sarafaz, 57 e na Avenida Ostad Motahari. A missão era composta por um encarregado e não por um embaixador completo.
As nações trocaram formalmente embaixadores em 1996. As preocupações canadenses com os abusos dos direitos humanos no Irã, seu histórico de não proliferação nuclear, negação do Holocausto e ameaças de destruir Israel e sua oposição ativa ao processo de paz no Oriente Médio levaram a uma política de "envolvimento controlado" por diplomatas canadenses. Os laços bilaterais foram restritos, como a prevenção de ligações aéreas diretas entre os dois países ou a abertura de consulados e centros culturais iranianos no Canadá (além da embaixada em Ottawa).
O Canadá também continuou a expressar sua preocupação com os direitos humanos no Irã e, em particular, questões como a independência do judiciário, detenção arbitrária, liberdade de expressão, tratamento de mulheres e tratamento de pessoas pertencentes a minorias étnicas e religiosas, incluindo a pequena comunidade judaica remanescente no Irã e membros da fé bahá'í.

### 2003: Zahra Kazemi
As relações entre o Canadá e o Irã se deterioraram drasticamente em junho de 2003, quando Zahra Kazemi, uma fotógrafa iraniano-canadense de Montreal, foi presa enquanto tirava fotos do lado de fora de uma prisão em Teerã durante um protesto estudantil. Três semanas depois, ela foi morta sob custódia.
As autoridades iranianas insistiram que sua morte foi acidental, alegando que ela morreu de derrame durante o interrogatório. No entanto, Shahram Azam, ex-médico da equipe militar, afirmou que examinou o corpo de Kazemi e observou sinais óbvios de tortura, incluindo uma fratura no crânio, nariz quebrado, sinais de estupro e hematomas abdominais graves. Esta informação foi revelada no caso de asilo de Azam em 2004.
A morte de Kazemi sob custódia iraniana atraiu ampla atenção internacional. Por causa de sua cidadania conjunta e das circunstâncias de sua morte, a tragédia gerou protestos consideráveis. Em novembro de 2003, os Jornalistas Canadenses pela Expressão Livre homenagearam Kazemi com o Prêmio Memorial Tara Singh Hayer, em reconhecimento à sua coragem em defender o direito à liberdade de expressão.
O Canadá redigiu uma resolução das Nações Unidas para condenar os abusos dos direitos humanos no Irã, expressando preocupação com o uso de tortura por parte do Irã e outras formas de punição cruel, desumana e degradante, particularmente a prática de amputação e açoitamento. Em resposta e para mudar o foco, Gholamhossein Elham, porta-voz do judiciário iraniano, respondeu dizendo: "O governo canadense tem o pior, mais atrasado e racista sistema judiciário". O Irã acusou ainda um policial canadense de matar o iraniano Kayvan Tabesh, de 18 anos, em 14 de julho em Vancouver, Colúmbia Britânica O policial alegou legítima defesa depois que o adolescente ameaçou-o com um facão. O Irã também apresentou um relatório de 70 páginas antes da adoção da resolução, detalhando supostas violações de direitos humanos no Canadá, na tentativa de desacreditar o principal patrocinador da resolução.
Em outro incidente, um proeminente blogueiro canadense-iraniano, Hossein Derakhshan, foi detido pela polícia em Teerã em 2008 devido a comentários que fez sobre a fé xiita, segundo o Judiciário iraniano.

### 2005: "Engajamento controlado" e Resolução 1737 das Nações Unidas
Em 17 de maio de 2005, o Canadá reforçou sua política de participação controlada, limitando as negociações com o Irã a quatro assuntos:
1. Situação dos direitos humanos no Irã;
2. Programa nuclear do Irã e seu cumprimento das obrigações de não proliferação;
3. O caso de Zahra Kazemi;
4. O papel do Irã na região.[17]

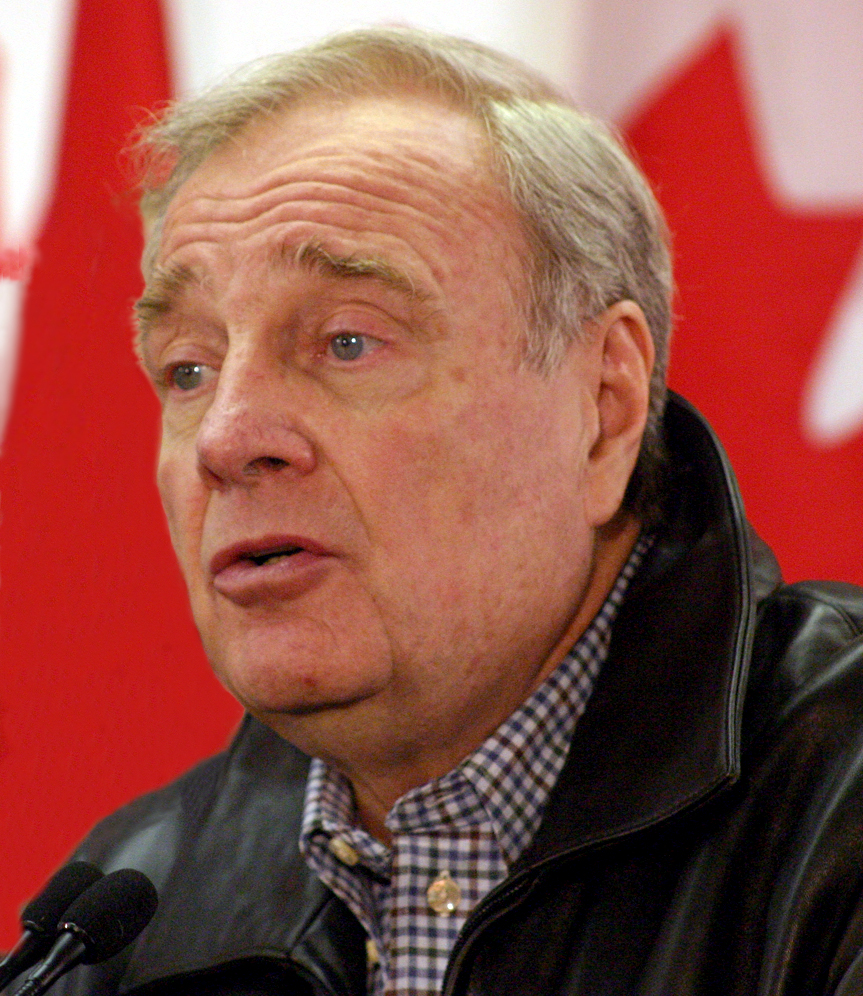
Paul Martin, Primeiro Ministro do Canadá 2003–2006

Em outubro de 2005, o presidente iraniano Mahmoud Ahmadinejad fez um discurso em uma conferência intitulada "O mundo sem sionismo". Durante o discurso, ele fez comentários que foram amplamente interpretados como anti-semitas pela comunidade judaica e pelo mundo ocidental em geral. O primeiro-ministro canadense Paul Martin convocou o embaixador iraniano no Canadá e fez uma repreensão formal.
Em 26 de dezembro de 2006, o Conselho de Segurança das Nações Unidas adotou por unanimidade a Resolução 1737, exigindo que o Irã suspendesse seu programa de enriquecimento de urânio ou enfrentasse sanções econômicas. Em 22 de fevereiro, o Governador em Conselho fez novos regulamentos sob a Lei das Nações Unidas: Regulamentos que Implementam a Resolução das Nações Unidas sobre o Irã. Juntamente com as disposições relevantes existentes da Lei de Remessas do Canadá, da Lei de Permissões de Exportação e Importação e da Lei de Segurança e Controle Nuclear, essas disposições permitiram ao Canadá aplicar sanções econômicas contra o Irã, conforme solicitado na resolução 1737. As sanções incluem a proibição de qualquer comércio que possa contribuir para as atividades do Irã em enriquecimento, reprocessamento de água pesada ou desenvolvimento de sistemas de entrega de armas nucleares. Os regulamentos também tratam do congelamento de bens e da notificação de viagens pelas autoridades iranianas no Canadá.

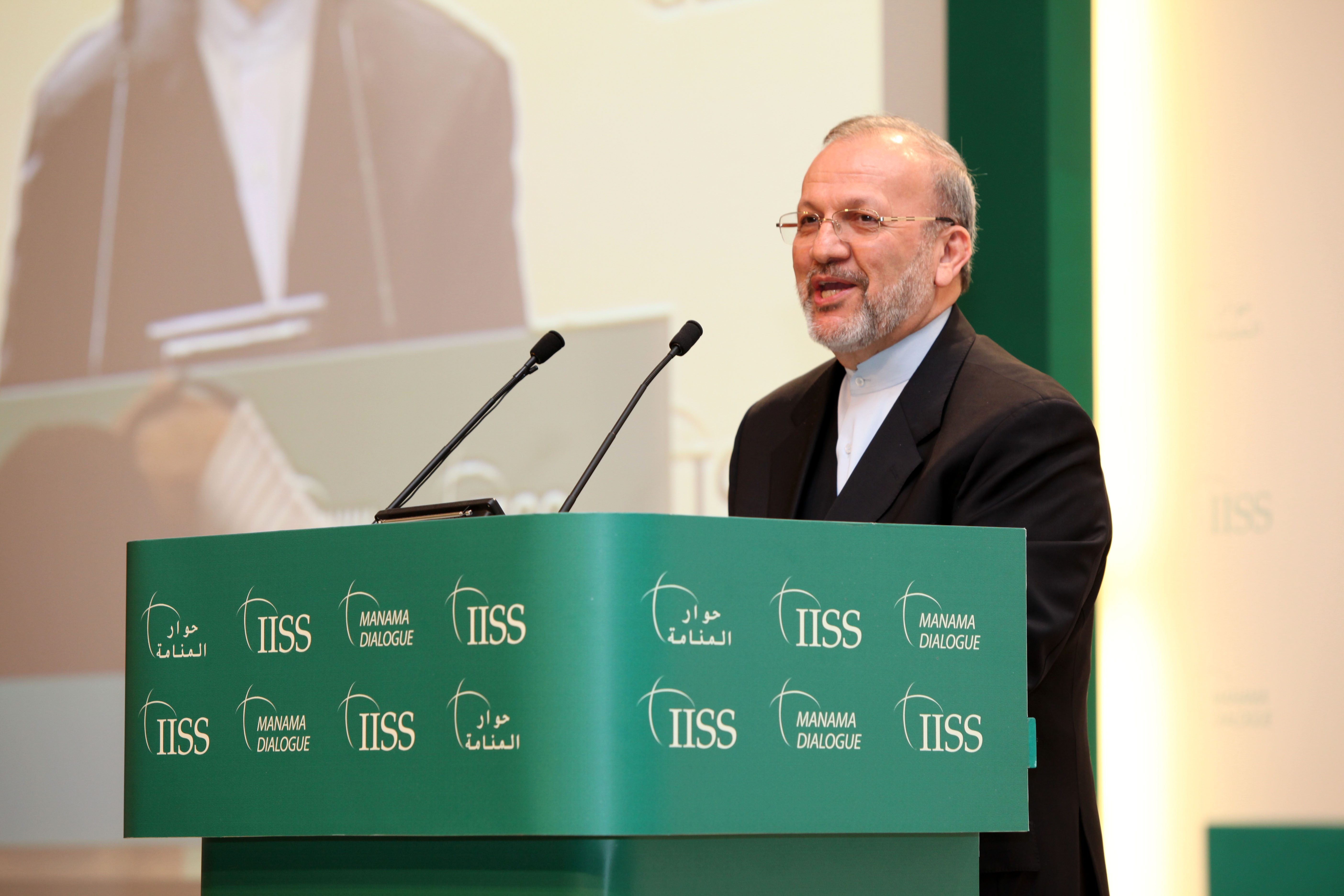
Manouchehr Mottaki em abril de 2010

Em junho, o ministro das Relações Exteriores do Irã, Manouchehr Mottaki, disse à Agência de Notícias da República Islâmica (IRNA) que o Canadá estava "escondendo alguns espiões na embaixada em Teerã e permitindo que eles escapassem". Mottaki disse à IRNA que alertou seu colega canadense na Assembleia Geral da ONU em 2005 que "o Canadá deveria estar ciente de seus limites e perceber com que país estava lidando". Em 30 de novembro de 2006, o parlamento dominado pelos conservadores no Irã acusou a embaixada do Canadá de ser um "esconderijo de espiões" para os Estados Unidos e lançou uma consulta para investigar. Os parlamentares iranianos se reuniram com o ministro da Inteligência iraniana, Gholam Hossein Mohseni Ejeie, para discutir as acusações.
Em 2007, movimentos para aquecer as relações entre os dois países ocorreram com a Suprema Corte do Irã, pedindo outra revisão da morte de Zahra Kazemi e uma tentativa de trocar embaixadores novamente. O Canadá rejeitou dois candidatos iranianos depois que a inteligência canadense sugeriu que eles poderiam estar envolvidos com a revolta radical dos estudantes que invadiu a embaixada dos EUA em 1979. O Irã se recusou a revisar as credenciais do candidato canadense John Mundy, um ato que o ministro de Relações Exteriores do Canadá , Maxime Bernier, alegou ser "uma retaliação pela rejeição de Ottawa às principais opções do Irã". Mundy foi depois expulso de Teerã.

### 2010: Sanções econômicas
Em 2010, emendas à Lei de Medidas Econômicas Especiais de 2004 restringiram transações financeiras e atividades econômicas entre o Canadá e o Irã, consideradas benéficas para o governo iraniano. Em resposta à lei, o Toronto-Dominion Bank fechou várias contas de clientes iraniano-canadenses para cumprir as sanções.
Tendo já imposto uma série de sanções comerciais em 2012, o ministro de Relações Exteriores John Baird impôs proibições adicionais e congelou todo o comércio restante com o Irã. Isso ocorreu no momento em que o comércio bilateral valia cerca de C$ 135 milhões. Isso foi promulgado em protesto às ambições nucleares de Teerã e ao registro de direitos humanos. Baird foi citado como tendo dito: "A ausência de progresso [...] leva o Canadá a proibir efetivamente imediatamente todas as importações e exportações do Irã". Dados do Canadá para 2012 revelam que as exportações para o Irã valeram cerca de US$ 95 milhões, consistindo principalmente de cereais, sementes oleaginosas e frutas, além de produtos químicos e máquinas. As exportações iranianas totalizaram US$ 40 milhões, com frutas, nozes e têxteis sendo os mais prevalentes. Baird entregou sua mensagem a uma audiência de aprovação em Washington na conferência anual do Comitê de Assuntos Públicos de Israel Americano . Baird foi aplaudido de pé por reiterar a opinião do governo de que a busca do Irã por uma arma nuclear é a ameaça mais perigosa à segurança global.
Embora a premissa de Baird seja aumentar a pressão até que seu governo se renda ou entre em colapso, os Estados Unidos, o Reino Unido, a França e a Alemanha adotaram uma abordagem diferente. Eles estão comprometidos em negociar com o atual governo do Irã e estão dispostos a acomodar interesses iranianos legítimos. Seu objetivo é resolver a questão nuclear, reintegrar o Irã na economia internacional e apoiar a reforma iraniana. Sua abordagem é totalmente consistente com o apoio aos direitos humanos iranianos. Em 2003, após anos de negociação paciente entre o Irã e a União Européia, o Irã concordou com tudo isso e também fez uma abertura direta aos Estados Unidos. O acordo durou até 2005, quando o aiatolá Khamenei se convenceu de que a Europa estava negociando de má fé e agindo apenas pelos Estados Unidos, que permaneceram inequivocamente hostis.

### 2012: Baird rompe laços diplomáticos
Em 7 de setembro de 2012 (durante a cúpula da APEC na Rússia em 2012 ), o ministro das Relações Exteriores do Canadá, John Baird, anunciou que o Canadá estava rompendo as relações diplomáticas com o Irã. O Canadá cortou os laços diplomáticos com o Irã e fechou sua embaixada em Teerã, citando o apoio material do Irã ao regime de Assad durante a Guerra Civil Síria, o não cumprimento das resoluções das Nações Unidas sobre seu programa nuclear, as ameaças continuadas a Israel e os temores pela segurança de Diplomatas canadenses após ataques à embaixada britânica no Irã, violando a Convenção de Viena. Além disso, o Canadá listou formalmente o regime iraniano como patrocinador estatal do terrorismo sob a Lei da Justiça para Vítimas do Terrorismo. O Departamento Canadense de Relações Exteriores e Comércio Internacional aconselhou todos os canadenses a não viajarem para o Irã. Os serviços consulares seriam assegurados pela Embaixada do Canadá em Ancara, Turquia e pelo Centro de Vigilância e Resposta de Emergência do departamento. Dez diplomatas canadenses já haviam deixado o Irã quando o Canadá anunciou o fechamento de sua embaixada. Essa medida foi outro passo do Canadá para isolar o Irã, além de sanções econômicas.
O primeiro-ministro canadense Stephen Harper foi citado por dizer que o governo iraniano é "sem ambiguidade, um perigo claro e presente" e que "o apelo de nossa consciência exige que falemos contra o que o regime iraniano representa". O Ministério de Relações Exteriores do Canadá ofereceu a seguinte explicação:
O regime iraniano está fornecendo crescente assistência militar ao regime de Assad; recusa-se a cumprir as resoluções da ONU relativas ao seu programa nuclear; rotineiramente ameaça a existência de Israel e se envolve em retórica anti-semita racista e incitação ao genocídio; está entre os piores violadores de direitos humanos do mundo; e protege e apoia materialmente grupos terroristas, exigindo que o governo do Canadá liste formalmente o Irã como patrocinador estatal do terrorismo sob a Lei da Justiça para Vítimas do Terrorismo.
Após o anúncio do fechamento do Canadá, uma nota escrita em persa foi postada na porta da embaixada do Irã em Ottawa, que dizia: "Devido à decisão hostil do governo do Canadá, a embaixada da República Islâmica do Irã em Ottawa foi fechada e não há escolha a não ser deixar de prestar serviços consulares a seus queridos cidadãos ".

#### Reações
Segundo uma pesquisa do Serviço Mundial da BBC de 2012, apenas 9% dos canadenses vêem a influência do Irã de forma positiva, com 81% expressando uma visão negativa. No Calgary Herald, Baird esclareceu que 'vê o governo do Irã como a ameaça mais significativa à paz e segurança globais no mundo hoje'. A embaixada do Canadá em Teerã permanece fechada e os diplomatas iranianos foram declarados personae non gratae, tendo que deixar o Canadá dentro de cinco dias. James George, que serviu como embaixador do Canadá no Irã entre 1972 e 1977, criticou Baird, dizendo "É estúpido fechar uma embaixada nessas circunstâncias".
Ramin Mehmanparast, porta-voz do Ministério das Relações Exteriores do Irã descreveu esse desenvolvimento como "a ação hostil" do "governo racista no Canadá", que segue a "busca de políticas ditadas por sionistas e britânicos". Além disso, o ministério descreveu a decisão canadense como "um abuso do direito internacional" e alegou que o governo do primeiro ministro canadense Stephen Harper é conhecido por "políticas extremistas e fracassadas". O ministério também disse que o Canadá é uma "ameaça à segurança e estabilidade internacionais". Um parlamentar iraniano, presidente do Comitê de Segurança Nacional e Política Externa de Majlis (parlamento) Alaeddin Boroujerdi, alegou que "o Canadá está sob o controle da Grã-Bretanha, o 'governador' nomeado pela rainha britânica", e que o Canadá estava "cegamente seguindo a Grã-Bretanha.
Em 26 de setembro de 2012, o Ministério das Relações Exteriores iraniano aconselhou todos os cidadãos iranianos a não viajarem para o Canadá devido ao aumento da islamofobia e da iranofobia. Além disso, o ministério disse que houve casos de prisões e expulsões de expatriados iranianos sob vários pretextos e os iranianos são privados de seus direitos básicos para continuar com suas atividades comuns, incluindo o direito de acessar suas contas bancárias e fazer transações comuns e que os iranianos são assassinados, mas não investigados de maneira significativa pela polícia canadense.
O primeiro-ministro israelense, Benjamin Netanyahu, elogiou o Canadá pela decisão, chamando-a de "passo moral e corajoso", que envia uma mensagem à comunidade internacional de que não pode permitir que "o regime obscuro do Irã obtenha armas nucleares". Netanyahu pediu a outros membros da comunidade internacional que sigam a liderança do Canadá e "estabeleçam linhas morais e práticas" para o Irã.
Em 13 de junho de 2019, os interesses canadenses no Irã são representados pela Embaixada da Suíça em Teerã. Originalmente, a Itália representava os interesses do Canadá até 2019. Em 22 de outubro de 2013, o Omã concordou em servir os interesses iranianos no Canadá em sua embaixada em Ottawa, depois de prestar serviços (julho de 2012 a outubro de 2013) ao Reino Unido.

### 2015: Governo de Justin Trudeau
Justin Trudeau disse que, no primeiro mês da eleição de outubro de 2015, que o levou ao poder, ele tinha planos de restaurar as relações entre as duas nações, na sequência do acordo nuclear iraniano, ao qual o governo Harper se opôs fortemente.

#### JCPOA
Após a implementação do acordo de Plano de Ação Conjunto Conjunto, em 16 de janeiro de 2016, pelo Irã e o P5 + 1, a ministra do Comércio do Canadá, Chrystia Freeland, anunciou em 5 de fevereiro de 2016 que levantaria sanções econômicas contra o Irã, o que permitiu que empresas canadenses negociem com o Irã, mas manteve restrições às exportações relacionadas a bens e tecnologias nucleares e qualquer coisa que possa ajudar o Irã no desenvolvimento de mísseis balísticos. Isso também inclui uma lista de indivíduos e empresas que têm associações com o governo iraniano. Somente em 2013, o governo canadense (sob Stephen Harper) impôs um embargo comercial completo ao Irã e sanções econômicas e restrições de viagem contra 78 indivíduos e 508 empresas e organizações.
O ministro das Relações Exteriores do Canadá, Stéphane Dion, também apoiou o levantamento das sanções econômicas canadenses, mas expressou preocupações sobre o papel do Irã no Oriente Médio, seu impasse com Israel, seu programa de mísseis balísticos e o agravamento dos direitos humanos. Em seu discurso de março de 2016 na Universidade de Ottawa, Dion disse que o rompimento dos laços diplomáticos com o Irã "não teve consequências positivas para ninguém" - nem para os canadenses, nem para os iranianos, nem para israelenses e nem para a segurança global. Ele também fez pedidos para começar a se envolver novamente com o Irã, a fim de "desempenhar um papel útil nessa região do mundo".